# 시사통 김종배입니다
《시사통 김종배입니다》는 대한민국의 시사 팟캐스트이다. 언론인 김종배가 진행하였다. 2014년 2월 24일에 첫 방송되었다. 2014년 11월 기준으로, 월요일부터 금요일까지 하루에 두 번 오전과 오후에 팟캐스트 포털 사이트 팟빵 등을 통해 업로드되었다.